# Les Costes (Abella de la Conca)
Les Costes són unes costes de muntanya del terme municipal d'Abella de la Conca, a la comarca del Pallars Jussà.
Estan situades a l'extrem de ponent del terme municipal i de la vila, al nord-oest del Tossal de la Doba i al sud-oest de Casa Xinco, a la dreta del riu d'Abella. El seu límit de llevant és el barranc de la Viella, i la seva continuació cap a ponent, entrant en el terme de Sant Romà d'Abella, actualment d'Isona i Conca Dellà, és la Costa de Santa Llúcia.
Pertany a la partida de les Vielles. El Camí dels Planells travessa per la part baixa de les Costes.

## Etimologia
En aquest cas, es tracta del nom comú genèric wikt:costa, en plural, esdevingut topònim, de manera que esdevé específic.

## Restes paleontològiques
Unes prospeccions paleontològiques efectuades a les Costes van permetre de trobar-hi restes del cretaci superior; és a dir, dels dinosaures dels quals es té constància que havien viscut a la Conca Dellà. El lloc està catalogat a Patrimoni de la Generalitat de Catalunya amb el nom de Jaciment d'Icnites Abella - 1. Aquest jaciment ha estat declarat Bé Cultural d'Interès Nacional (Diccionari Oficial de la Generalitat de Catalunya 4719, del 15 de setembre del 2006).